# Aubilly
Aubilly (prononcé [obiji]) est une commune française, située dans le département de la Marne en région Grand Est.

## Géographie

### Localisation
Aubilly se trouve au nord-ouest du département de la Marne, en région Grand Est. Elle appartient à la région agricole du Tardenois.
La commune s'étend sur une superficie de 316 hectares, au sein de la Montagne de Reims et de son parc naturel régional. Sur le territoire communal, l'altitude varie de 103 à 183 mètres. L'altitude atteint son maximum au sud-ouest de la commune — au lieu-dit la Montagne — et décroit vers le nord en direction du ruisseau le Noron. Le village en lui-même s'élève à environ 130 mètres d'altitude.
Par la route, Aubilly se situe à 58 km de Châlons-en-Champagne, préfecture du département, à 17 km de Reims, sous-préfecture, et à 21 km de Fismes, bureau centralisateur du canton de Fismes-Montagne de Reims dont dépend Aubilly depuis 2015. La commune fait en outre partie du bassin de vie de Reims.
Aubilly est limitrophe de 5 communes :
| Bouleuse | Méry-Prémecy |                              |
|          | Aubilly      | Saint-Euphraise-et-Clairizet |
| Sarcy    | Bligny       |                              |

### Hydrographie

#### Réseau hydrographique
La commune est dans la région hydrographique « la Seine du confluent de l'Oise (inclus) à l'embouchure » au sein du bassin Seine-Normandie. Elle est drainée par le Noron et le cours d'eau 01 du Bois de Béneuil,.

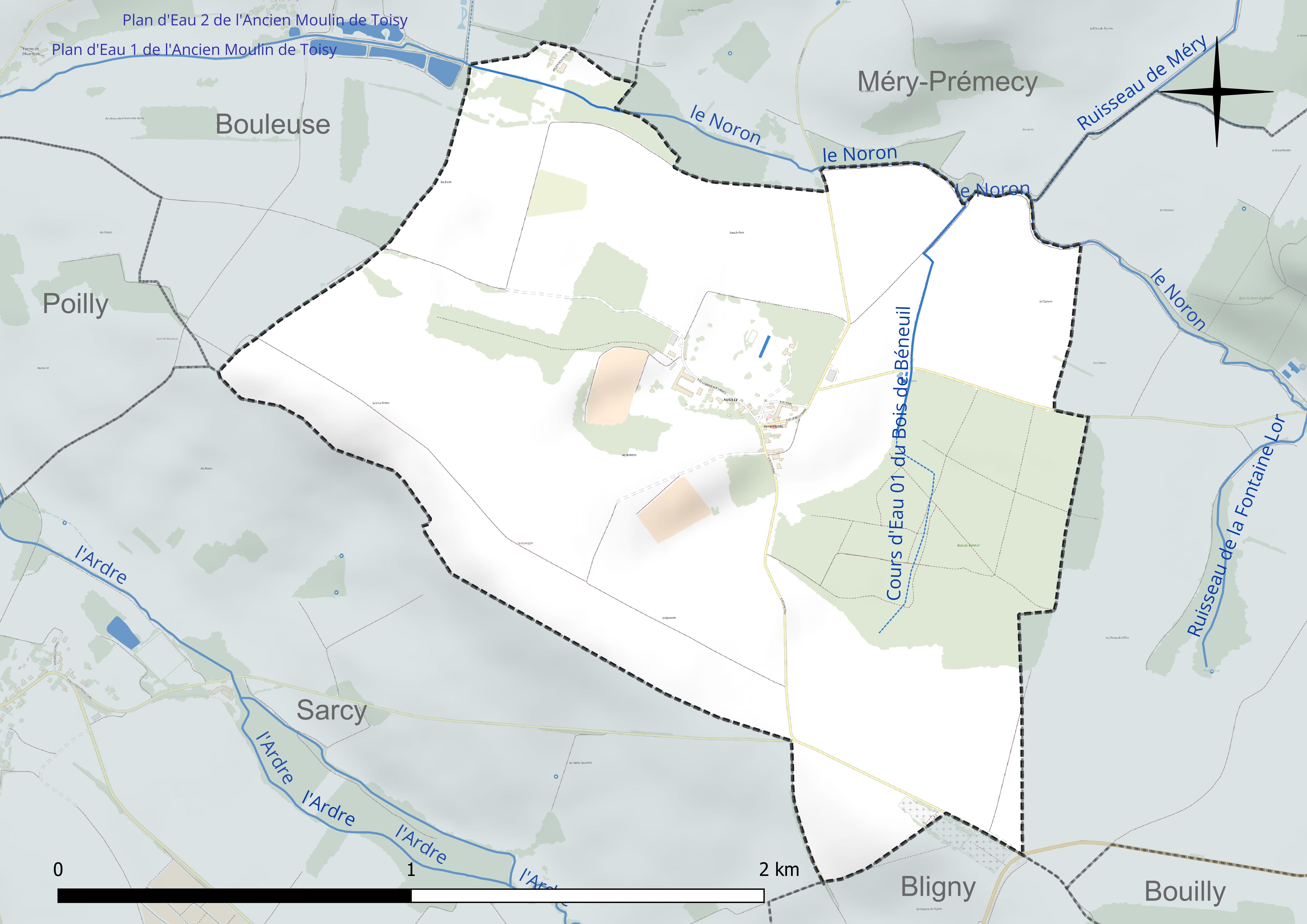
Réseau hydrographique d'Aubilly.

#### Gestion et qualité des eaux
Le territoire communal est couvert par le schéma d'aménagement et de gestion des eaux (SAGE) « Aisne Vesle Suippe ». Ce document de planification, dont le territoire s’étend sur 3 096 km2 répartis sur trois départements (Aisne, Marne et Ardennes) et deux régions (Champagne-Ardenne et Picardie), a été approuvé le 16 décembre 2013. La structure porteuse de l'élaboration et de la mise en œuvre est le Syndicat d’aménagement des bassins Aisne Vesle Suippe (SIABAVES).
La qualité des cours d’eau peut être consultée sur un site dédié géré par les agences de l’eau et l’Agence française pour la biodiversité.

### Climat
Pour des articles plus généraux, voir Climat du Grand Est et Climat de la Marne.
En 2010, le climat de la commune est de type climat océanique dégradé des plaines du Centre et du Nord, selon une étude du Centre national de la recherche scientifique s'appuyant sur une série de données couvrant la période 1971-2000. En 2020, Météo-France publie une typologie des climats de la France métropolitaine dans laquelle la commune est exposée à un climat océanique altéré et est dans la région climatique Nord-est du bassin Parisien, caractérisée par un ensoleillement médiocre, une pluviométrie moyenne régulièrement répartie au cours de l’année et un hiver froid (3 °C).
Pour la période 1971-2000, la température annuelle moyenne est de 10,3 °C, avec une amplitude thermique annuelle de 15,7 °C. Le cumul annuel moyen de précipitations est de 740 mm, avec 11,6 jours de précipitations en janvier et 8,3 jours en juillet. Pour la période 1991-2020, la température moyenne annuelle observée sur la station météorologique de Météo-France la plus proche, « Chambrecy-Civc », sur la commune de Chambrecy à 4 km à vol d'oiseau, est de 10,7 °C et le cumul annuel moyen de précipitations est de 734,0 mm. 
La température maximale relevée sur cette station est de 40,3 °C, atteinte le 25 juillet 2019 ; la température minimale est de −22,1 °C, atteinte le 17 janvier 1985,,.
Les paramètres climatiques de la commune ont été estimés pour le milieu du siècle (2041-2070) selon différents scénarios d'émission de gaz à effet de serre à partir des nouvelles projections climatiques de référence DRIAS-2020. Ils sont consultables sur un site dédié publié par Météo-France en novembre 2022.

## Urbanisme

### Typologie
Au 1er janvier 2024, Aubilly est catégorisée commune rurale à habitat très dispersé, selon la nouvelle grille communale de densité à sept niveaux définie par l'Insee en 2022.
Elle est située hors unité urbaine. Par ailleurs la commune fait partie de l'aire d'attraction de Reims, dont elle est une commune de la couronne,. Cette aire, qui regroupe 294 communes, est catégorisée dans les aires de 200 000 à moins de 700 000 habitants,.

### Occupation des sols
L'occupation des sols de la commune, telle qu'elle ressort de la base de données européenne d’occupation biophysique des sols Corine Land Cover (CLC), est marquée par l'importance des territoires agricoles (85,7 % en 2018), une proportion sensiblement équivalente à celle de 1990 (85,6 %). La répartition détaillée en 2018 est la suivante : 
terres arables (70,8 %), zones agricoles hétérogènes (14,9 %), forêts (14,3 %). L'évolution de l’occupation des sols de la commune et de ses infrastructures peut être observée sur les différentes représentations cartographiques du territoire : la carte de Cassini (XVIIIe siècle), la carte d'état-major (1820-1866) et les cartes ou photos aériennes de l'IGN pour la période actuelle (1950 à aujourd'hui).

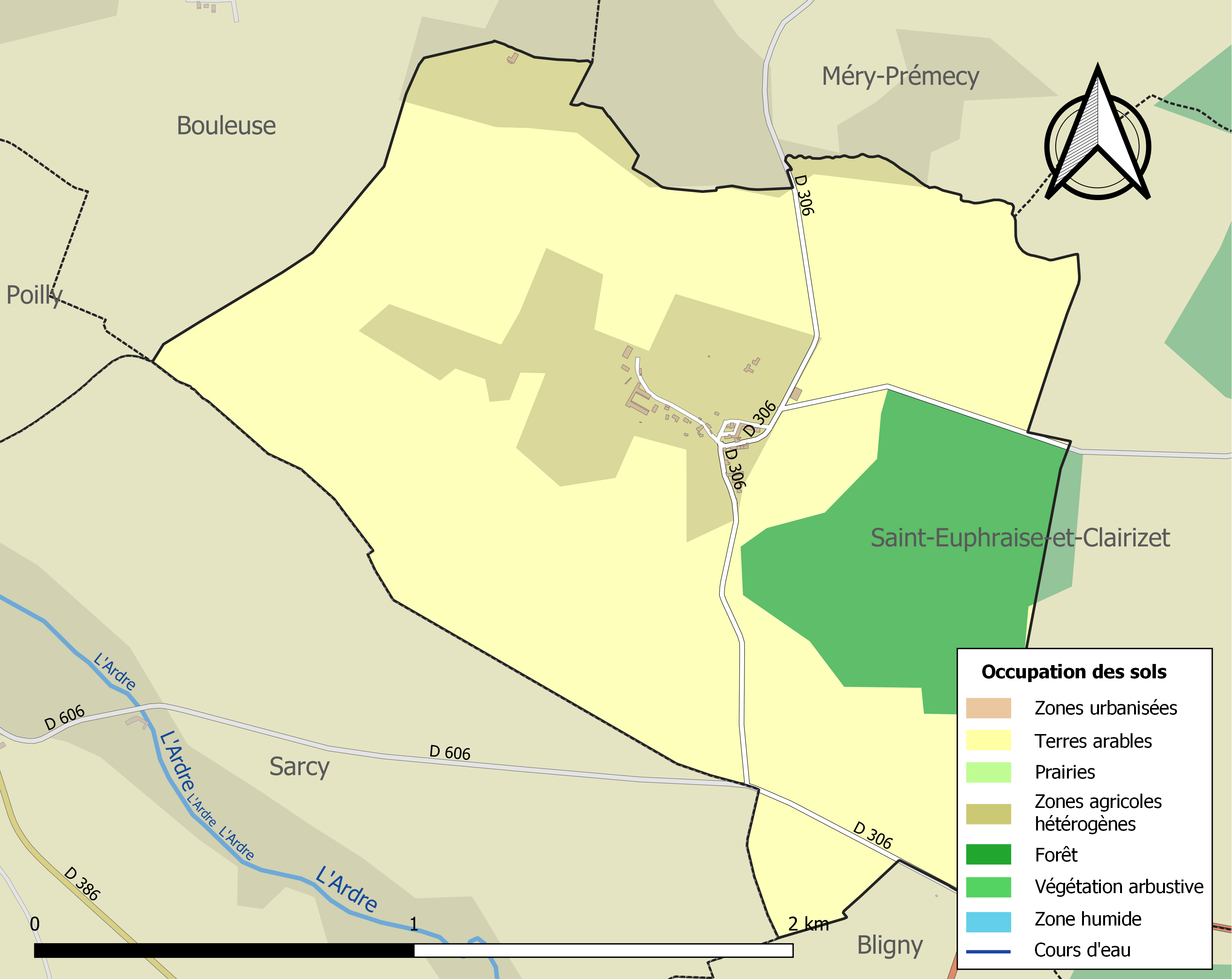
Carte des infrastructures et de l'occupation des sols de la commune en 2018 (CLC).

## Toponymie
Le nom de la localité est attesté sous les formes Albiliacus (milieu du IXe siècle) ; Aubeli (1210) ; Aubeilli (vers 1252) ; Aubligny (1256-1270) ; Ambilli, Aubelli (vers 1274) ; Aubilleyum (1285) ; Aubilli (commencement du XIVe siècle) ; Aubily (1359) ; Aubilly (1493).

## Histoire

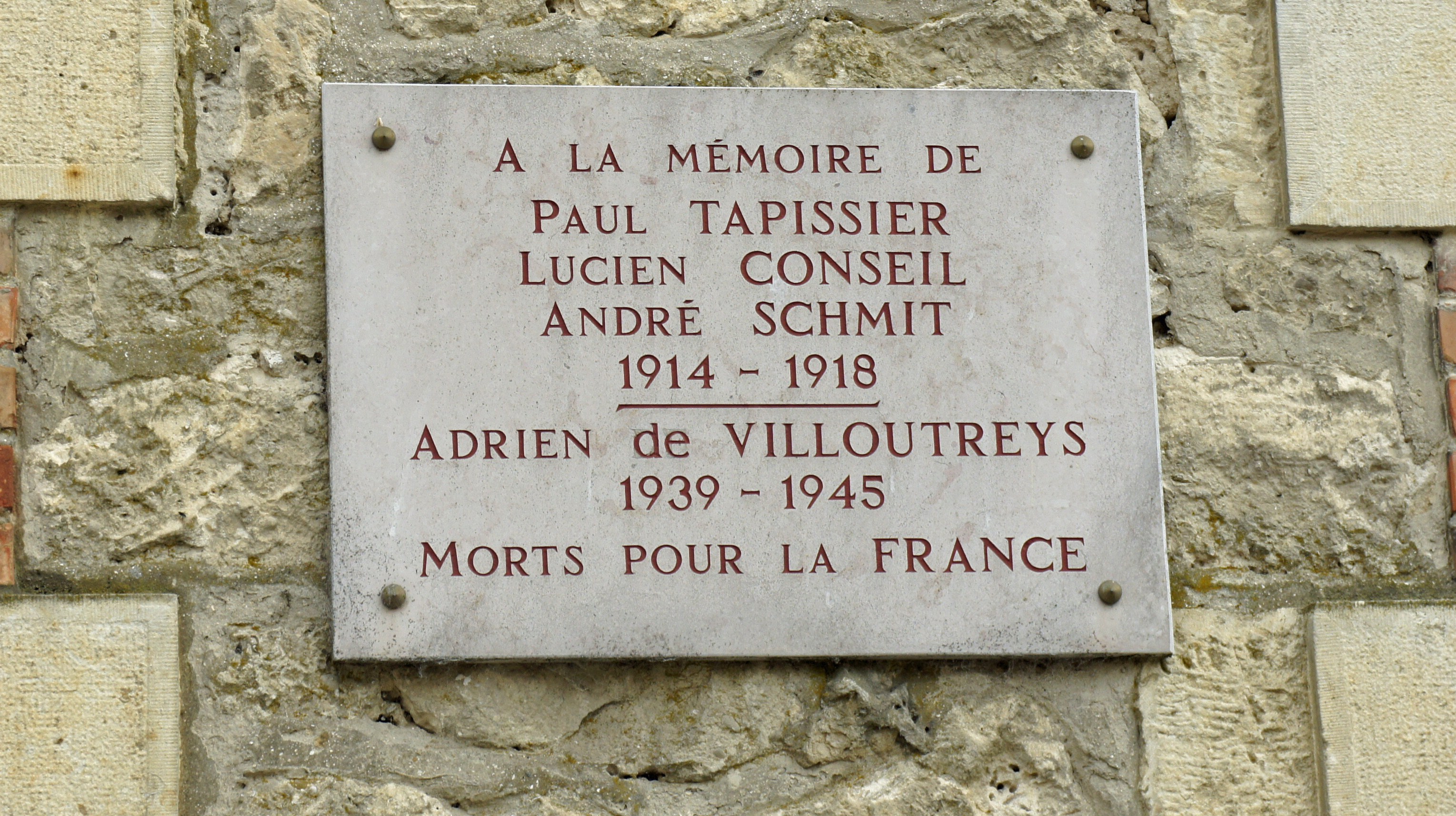
Le monument aux morts.

La première mention du nom apparait vers 850 sous la forme d'Albiiliacus. Le village fut rasé lors de la guerre de Cent Ans en 1359 sur les ordres de Gaucher de Chastillon pour que les Anglais ne puissent s'y renforcer.
En 1917, L'HOE de Bouleuse - Hôpital Origine d’Etapes - ce qui en langage courant désigne une structure d’évacuation, mobile en théorie, en dur ou pas, de taille très variable, était une école de médecine et de chirurgie de guerre. Cette école devint un centre réputé d'instruction et de perfectionnement pour tous les médecins et les chirurgiens. Il a pris le nom de Bouleuse alors qu'il est de fait situé entre Aubilly et
Sainte-Euphraise, en lisière du bois de Béneuil, cela est dû au rôle de carrefour ferroviaire de la gare de Bouleuse qui recevait des convois à partir de Fismes, de Reims par Jouy et Pargny-les-Reims et surtout de Dormans/Épernay.

## Politique et administration
| Période                                  | Période            | Identité           | Étiquette | Qualité |
| ---------------------------------------- | ------------------ | ------------------ | --------- | --- |
| Les données manquantes sont à compléter. |                    |                    |           | |
| ?                                        | pendant 50 ans     | Georges Le Leu     |           | Baron d'Aubilly Capitaine du 3e bataillon de Mobiles de la Marne Conseiller général de Ville-en-Tardenois (1871 → 1910) |
| Les données manquantes sont à compléter. |                    |                    |           | |
|                                          | mars 2001          | Christian Lapointe |           | |
| mars 2001                                | mars 2008          | Pascal Lapointe    |           | |
| mars 2008                                | 18 mai 2020        | Jean-Yves Leroy    |           | Réelu le 23 mars 2014 ,                                                                                                 |
| 18 mai 2020                              | En cours (au 2026) | Bernard Thiéry     | SP        | |

## Démographie
L'évolution du nombre d'habitants est connue à travers les recensements de la population effectués dans la commune depuis 1800. Pour les communes de moins de 10 000 habitants, une enquête de recensement portant sur toute la population est réalisée tous les cinq ans, les populations de référence des années intermédiaires étant quant à elles estimées par interpolation ou extrapolation. Pour la commune, le premier recensement exhaustif entrant dans le cadre du nouveau dispositif a été réalisé en 2007.

En 2022, la commune comptait 51 habitants, en stagnation par rapport à 2016 (Marne : −1,19 %, France hors Mayotte : +2,11 %).
| 1800 | 1806 | 1821 | 1831 | 1836 | 1841 | 1846 | 1851 | 1856 |
| ---- | ---- | ---- | ---- | ---- | ---- | ---- | ---- | ---- |
| 68   | 71   | 83   | 78   | 109  | 102  | 106  | 103  | 91   |

| 1861 | 1866 | 1872 | 1876 | 1881 | 1886 | 1891 | 1896 | 1901 |
| ---- | ---- | ---- | ---- | ---- | ---- | ---- | ---- | ---- |
| 78   | 82   | 68   | 68   | 76   | 74   | 80   | 81   | 86   |

| 1906 | 1911 | 1921 | 1926 | 1931 | 1936 | 1946 | 1954 | 1962 |
| ---- | ---- | ---- | ---- | ---- | ---- | ---- | ---- | ---- |
| 80   | 69   | 162  | 65   | 54   | 43   | 46   | 41   | 40   |

| 1968 | 1975 | 1982 | 1990 | 1999 | 2006 | 2007 | 2012 | 2017 |
| ---- | ---- | ---- | ---- | ---- | ---- | ---- | ---- | ---- |
| 43   | 42   | 54   | 56   | 53   | 51   | 51   | 47   | 53   |

| 2022 | - | - | - | - | - | - | - | - |
| ---- | - | - | - | - | - | - | - | - |
| 51   | - | - | - | - | - | - | - | - |

## Culture locale et patrimoine

### Lieux et monuments

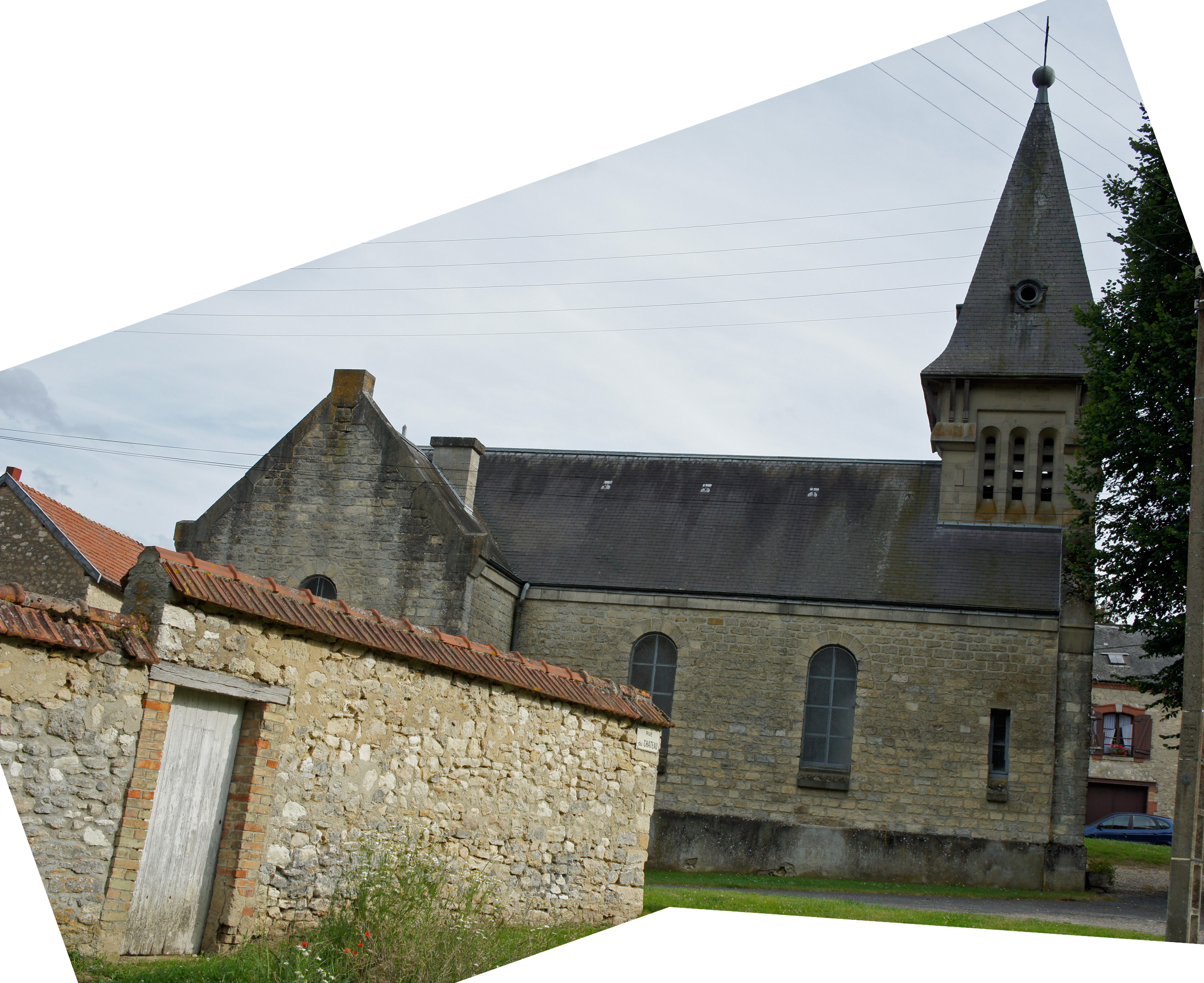
L'église.

- L'église Saint-Rémi.

## Décorations françaises
Croix de guerre 1914-1918 : 30 mai 1921.